# 格林菲爾德 (伊利諾伊州)
格林菲爾德（英語：Greenfield）是一個位於美國伊利諾伊州格林縣的城市。

## 地理
格林菲爾德的座標為39°20′35″N 90°12′35″W / 39.34306°N 90.20972°W，而該地的平均海拔高度為177米（即581英尺）。

## 人口
根據2010年美國人口普查的數據，格林菲爾德的面積為4.60平方千米，當中陸地面積為4.44平方千米，而水域面積為0.16平方千米。當地共有人口1071人，而人口密度為每平方千米232.83人。